# PND LIVE World Tour
De PND Live World Tour was een 66 dagen durende concerttournee van de Canadese R&B/hiphop-artiest PartyNextDoor met concerten in 42 verschillende steden in de Verenigde Staten en Europa. De tour was een vervolg op de PND LIVE-tour en werd aangekondigd tegelijk met een mini-ep, PNDCOLOURS.
PartyNextDoor begon zijn lange tour in Seattle en gaf zijn laatste Noord-Amerikaanse concert in Minneapolis. Vanuit daar reisde hij naar Oslo en eindigde zijn tour in Europa op 5 april 2015 in de Manchester Gorilla in Manchester. Op 30 maart stond hij in de Melkweg in Amsterdam. 
Bij vrijwel alle concerten stond Amir Obè in het voorprogramma, een Amerikaans rapper en muziekproducent. Obè produceerde onder andere "Star67" op Drake's If You're Reading This It's Too Late. 

## Achtergrond
Na zijn plotselinge opkomst in 2013 bracht hij een nieuwe mix van hiphop en R&B op zijn zelf getitelde debuut-ep PartyNextDoor. Na het contract met Drake zijn label OVO, toerde hij mee met de Would You Like A Tour?-tour van Drake. In 2014 bracht hij het vervolg op zijn debuut-ep uit, PartyNextDoor Two samen met zijn eerste single: "Recognize" met Drake. Ook gaf hij zijn eerste toer in Amerika. Na deze toer start hij in 2015 zijn tweede toer, die ook buiten Noord-Amerika zal treden.

## Locaties

### Verenigde Staten
| Datum            | Stad                      | Locatie                    |
| ---------------- | ------------------------- | -------------------------- |
| 29 januari 2015  | Seattle                   | Neptune Theatre            |
| 31 januari 2015  | Portland (Oregon)         | Roseland Theater           |
| 3 februari 2015  | San Francisco             | The Fillmore               |
| 4 februari 2015  | Sacramento                | Ace of Spades              |
| 5 februari 2015  | Los Angeles               | The Fonda Theatre          |
| 6 februari 2015  | Santa Ana (Californië)    | The Observatory            |
| 9 februari 2015  | Phoenix (Arizona)         | The Monarch Theatre        |
| 10 februari 2015 | Albuquerque (New Mexico)  | Sunshine Building          |
| 11 februari 2015 | Denver                    | Gothic Theatre             |
| 13 februari 2015 | Dallas                    | South Side Music Hall      |
| 14 februari 2015 | Houston                   | Warehouse Live             |
| 15 februari 2015 | New Orleans               | House of Blues             |
| 17 februari 2015 | Fort Lauderdale (Florida) | Revolution Live            |
| 18 februari 2015 | Orlando (Florida)         | The Plaza 'Live' Theatre   |
| 20 februari 2015 | Atlanta                   | Center Stage               |
| 21 februari 2015 | Charlotte (North Carolina | Amos' Southend             |
| 22 februari 2015 | Raleigh (North Carolina)  | Lincoln Theatre            |
| 24 februari 2015 | Norfolk (Virgina)         | The Norva                  |
| 25 februari 2015 | Baltimore                 | Baltimore Soundstage       |
| 27 februari 2015 | New Haven (Connecticut)   | Toad's Place               |
| 28 februari 2015 | Boston                    | Royale                     |
| 1 maart 2015     | New York                  | Irving Plaza               |
| 3 maart 2015     | Philadelphia              | The Theatre of Living Arts |
| 4 maart 2015     | Washington                | 9:30 Club                  |
| 6 maart 2015     | Cleveland (Ohio)          | House of Blues             |
| 7 maart 2015     | Pittsburgh                | Mr. Smalls Theatre         |
| 8 maart 2015     | Detroit                   | Saint Andrew's Hall        |
| 10 maart 2015    | Columbus (Ohio)           | Newport Music Hall         |
| 11 maart 2015    | Chicago                   | House of Blues             |
| 13 maart 2015    | Milwaukee (Wisconsin)     | The Rave / Eagles Club     |
| 14 maart 2015    | Minneapolis               | Mill City Nights           |

### Europa
| Datum         | Stad              | Locatie                      |
| ------------- | ----------------- | ---------------------------- |
| 24 maart 2015 | Oslo              | Parkteatret                  |
| 25 maart 2015 | Stockholm         | Debaser Strand               |
| 26 maart 2015 | Kopenhagen        | Pumpehuset                   |
| 27 maart 2015 | Berlijn           | KATO Kulturbahnhof Kreuzberg |
| 29 maart 2015 | Frankfurt am Main | Zoom                         |
| 30 maart 2015 | Amsterdam         | Melkweg                      |
| 31 maart 2015 | Antwerpen         | TRIX                         |
| 1 april 2015  | Parijs            | Le Trabendo                  |
| 3 april 2015  | Camden (Londen)   | Electric Ballroom            |
| 4 april 2015  | Birmingham        | The Institute                |
| 5 april 2015  | Manchester        | Manchester Gorilla           |